# Palmier doum d'Égypte
Hyphaene thebaica
Pour les articles homonymes, voir Palmier doum.
Espèce
Classification phylogénétique
Le palmier doum d'Égypte (Hyphaene thebaica (L.) Mart.), al-dūm (الدوم) en arabe et azgelm en berbère,  est une espèce de palmier de la famille des Arecaceae.
À ne pas confondre avec le Chamaerops humilis L., parfois appelé palmier doum ou faux-doum. 

## Description
Le Hyphaene thebaica est l'espèce la plus répandue du genre Hyphaene. Ce sont de grands palmiers qui peuvent atteindre 30 m de hauteur et avoir 40 cm de diamètre de stipe. Ce palmier est aisément reconnaissable à ces palmes "palmées" (et non pennées comme le palmier dattier) et à son stipe (pseudo-tronc) qui a la rare particularité de pouvoir se diviser en deux (voire en quatre) pendant sa croissance, et donc de sembler se ramifier en fourches successives.

## Répartition et habitat
Ce palmier doum pousse aujourd'hui sur une large bande (mais souvent de façon disparate) du Sahel (le sud du Sahara) d'est en ouest de l'Afrique et dans la péninsule Arabique.  

## Utilisation
Ses feuilles, des palmes, servent en vannerie pour la fabrication de corbeilles, de nattes et de cordes. Ses fruits, sont consommés à différents stades. Lorsque le fruit est vert, on peut casser l'écorce pour en manger le noyau blanc. Lorsqu'il devient rouge, on peut en mâcher l'écorce qui renferme une sève sucrée. La récolte des sous produits de palmiers doum est une activité essentiellement féminine au Niger. L'écorce du fruit peut être pilée et vendue sur le marché pour en extraire un jus marron et sucré. Ce jus sucré est utilisé pour confectionner des galettes de mil. Ce type de galettes se retrouve dans les régions de Zinder et Diffa (régions Sud et Sud-Est du Niger).
Le tronc du palmier doum est fréquemment utilisé dans la construction comme bois d'œuvre (même s'il ne s'agit pas de bois à proprement parler). En effet, le doum, dans son aire de distribution, est la seule plante susceptible de fournir des billes droites d'une certaine longueur.
Le fruit est rarement consommé, mais peut l'être en période de disette ou à des fins thérapeutique (en infusion en Égypte, par exemple). Pendant la période coloniale italienne, le palmier doum a eu une certaine importance commerciale, car ses graines ont été utilisées, en remplacement de celles du corozo sud-américain, comme ivoire végétal pour fabriquer des boutons. Des usines furent installées pour la fabrication de ces sous-produits à Keren et Abordât (aujourd'hui en Érythrée). Après la guerre, le rôle économique du palmier doum a progressivement diminué et les objets dérivés de ses graines ont été remplacés par des produits d'origine pétrochimique.

## Littérature
Henry de Monfreid, lors d'une escale à Assab (Érythrée), parle ainsi de ce palmier :

« [...] je vois circuler des bouteilles mousseuses. C'est du vin de palme. Je l'ai goûté, ce n'est pas désagréable, ça rappelle le cidre un peu dur ; frais ce serait bon.
Ce liquide est la sève fermentée d'un palmier appelé doum, qui n'est autre que le coroso ; c'est, dans le règne végétal, un type dans le genre du chameau dans le règne animal. Ce palmier ne demande pour vivre que du sable aride et le souvenir de la pluie. Dans ces conditions de sobriété, il lance dans le ciel bleu de longues tiges qui bifurquent comme d'étranges candélabres et de terminent par de petits plumeaux de feuilles en lames de sabre.
On coupe la tête de jeunes pousses à l'extrémité des rameaux et, aussitôt, la sève afflue et s'écoule ; on suspend, pour la recueillir, un cornet de feuilles de palmier roulées en spirales. Cela fait une sorte de panier étanche pouvant contenir de trois quarts de litre à un demi-litre. On le vide chaque matin de ce qu'il a recueilli en vingt-quatre heures, soit environ un quart de litre, un peu moins si le sous-sol est très sec.
Que de fois j'ai eu recours à cet arbre providentiel; on enfonce le couteau dans le tronc ; on tète ensuite, à même la blessure, cette sève saumâtre et fade quand elle n'est pas fermentée ; elle désaltère, faute de mieux.
Le fruit est une grosse pomme brune, la chair n'a qu'un demi-centimètre d'épaisseur, filandreuse et douceâtre ; on peut, à la rigueur la sucer. Mais c'est le noyau, gros comme un œuf et dur comme de l'ivoire qui a le plus de valeur ; il sert à faire des boutons, dit de coroso [...].
La feuille appelée « tafi », donne toutes les nattes, tapis, sacs d'emballage employés depuis Port Soudan jusqu'à Zanzibar. Les Danakil et les Somalis en tissent des objets d'ornement tels que les tapis de prière, corbeilles, etc. Enfin le tronc, quand on lui a tout pris, fruits, feuilles et sève, sert à faire des poutres ou des chevrons.
C'est pour un arbre une belle carrière de servitude ! »